# Saint-Héand
Saint-Héand – miejscowość i gmina we Francji, w regionie Owernia-Rodan-Alpy, w departamencie Loara.
Według danych na rok 1990 gminę zamieszkiwało 3625 osób, a gęstość zaludnienia wynosiła 116 osób/km² (wśród 2880 gmin regionu Rodan-Alpy Saint-Héand plasuje się na 244. miejscu pod względem liczby ludności, natomiast pod względem powierzchni na miejscu 197.).